# ジョン・ナス
ジョン・ナス（英語: Jon Nuss, 1987年6月22日 - ）は、アメリカ合衆国アリゾナ州フェニックス出身の男性フィギュアスケート選手(ペア)。
2006年JGPファイナル3位。パートナーはジェシカ・ローズ・ペイシュなど。

## 経歴
アリゾナ州のフェニックスに生まれ、8歳のときにスケートを始めた。当初はアイスホッケー選手として活動していたが、のちにフィギュアスケートに転向。2001年からは妹のクリスティン・ナスと組みペアスケーティング選手として活動を始めた。
2005年5月にジェシカ・ローズ・ペイシュとペアを結成し、2006年全米選手権ノービスクラスで優勝。
2006-2007年シーズンにはISUジュニアグランプリに参戦、JGPファイナルに進出し3位。ジュニアクラスに昇級した2007年全米選手権では3位になる。
2007-2008年シーズン、2007 JGPブラオエン・シュベルター杯でISUジュニアグランプリ初優勝を飾り、前年に続きJGPファイナルに進出。2008年全米選手権ジュニアクラスでも初優勝を果たし2008年世界ジュニア選手権に出場したが、シーズン終了後ペアを解消した。

## 主な戦績
- 戦績はジェシカ・ローズ・ペイシュとのペア時。

| 大会/年              | 2005-06 | 2006-07 | 2007-08 |
| -------------------- | ------- | ------- | ------- |
| 全米選手権           | 1 N     | 3 J     | 1 J     |
| 世界Jr.選手権        |         |         | 5       |
| JGPファイナル        |         | 3       | 3       |
| JGP B.シュベルター杯 |         |         | 1       |
| JGPレイクプラシッド  |         |         | 5       |
| JGP台湾杯            |         | 3       |         |
| JGPブダペスト        |         | 4       |         |

### 詳細
| 2007-2008 シーズン   |                                                                |         |         |          |
| 開催日               | 大会名                                                         | SP      | FP      | 結果     |
| 2008年2月25日-3月2日 | 2008年世界ジュニアフィギュアスケート選手権（ソフィア）         | 8 48.01 | 4 85.11 | 5 133.12 |
| 2008年1月20日-27日   | 全米フィギュアスケート選手権 ジュニアクラス（セントポール）    | 2 52.13 | 1 91.06 | 1 143.19 |
| 2007年12月6日-9日    | 2007/2008 ISUジュニアグランプリファイナル（グダニスク）        | 5 47.34 | 3 86.60 | 3 133.94 |
| 2007年10月10日-14日  | ISUジュニアグランプリ ブラオエン・シュベルター杯（ケムニッツ） | 2 50.19 | 1 89.21 | 1 139.40 |
| 2007年8月30日-9月2日 | ISUジュニアグランプリ レークプラシッド（レークプラシッド）     | 2 41.91 | 5 70.76 | 5 112.67 |

| 2006-2007 シーズン   |                                                           |         |         |          |
| 開催日               | 大会名                                                    | SP      | FP      | 結果     |
| 2007年1月21日-28日   | 全米フィギュアスケート選手権 ジュニアクラス（スポケーン） | 3 53.93 | 4 89.34 | 3 143.27 |
| 2006年12月7日-9日    | 2006/2007 ISUジュニアグランプリファイナル（ソフィア）     | 3 47.94 | 5 85.11 | 3 133.05 |
| 2006年10月12日-15日  | ISUジュニアグランプリ 台湾杯（台北）                      | 4 45.23 | 3 84.09 | 3 129.32 |
| 2006年8月31日-9月3日 | ISUジュニアグランプリ ブダペスト（ブダペスト）            | 7 39.10 | 3 76.50 | 4 115.60 |